# George Duke
George Duke (San Rafael, 12 de enero de 1946 - Los Ángeles, 5 de agosto de 2013) fue un pianista estadounidense. Empezó a trabajar en los años 1960 con un trío de jazz, luego trabajó con gente como Dizzy Gillespie o Kenny Dorham.
A finales de los años sesenta entró en la banda de Don Ellis, y grabó con Jean-Luc Ponty. Por medio de este conoció a Zappa, y entró en los Mothers en 1970. Dejó el grupo después de rodar 200 Motels, y entró en la banda de Cannonball Adderley.
En 1973, volvió al grupo de Zappa hasta 1975, al tiempo que lanzaba su carrera como solista. Con el tiempo fue evolucionando desde el jazz a la fusión, al pop y al funk.
Formó un exitoso dúo funky con Stanley Clarke, The Clarke/Duke Project, y se dedicó a producir a gente como Miles Davis y otras figuras.
Era primo de Dianne Reeves.
Murió el 5 de agosto de 2013 a causa de una leucemia crónica.

## Álbumes en que aparece
- Chunga's Revenge órgano, piano eléctrico, imitaciones vocales de la batería, trombón
- Frank Zappa's 200 Motels teclados y trombón
- Waka/Jawaka piano, piano eléctrico
- The Grand Wazoo teclados, voces
- Over-Nite Sensation teclados y sintetizador
- Apostrophe (') teclados y voces
- Roxy & Elsewhere teclados, sintetizador, voces
- One Size Fits All teclados, sintetizadores, voces
- Bongo Fury teclados, voces
- Studio Tan teclados, voces
- Sleep Dirt teclados
- Them Or Us voz, piano
- You Can't Do That On Stage Anymore Vol. 1 teclados, voz
- You Can't Do That On Stage Anymore Vol. 2 teclados, voz
- You Can't Do That On Stage Anymore Vol. 3 teclados, voz
- You Can't Do That On Stage Anymore Vol. 4 teclados, voz
- You Can't Do That On Stage Anymore Vol. 6 teclados
- Playground Psychotics diálogo
- The Lost Episodes teclado
- Läther teclados, voces
- Frank Zappa Plays The Music Of Frank Zappa, a memorial tribute teclados y voces
- Have I Offended Someone? teclados y sintetizador